# Роблес, Хоэль
Хоэ́ль Робле́с Бла́скес (исп. Joel Robles Blázquez; род. 17 июня 1990, Хетафе, Мадрид) — испанский футболист, вратарь клуба «Эшторил-Прая».

## Клубная карьера
Роблес играл за юниорскую команду мадридского «Атлетико», а затем он был переведён во вторую команду и подписал профессиональный контракт до июня 2014 года.
Сезон 2009/10 Хоэль провёл в «Атлетико Б» и являлся третьим вратарём главной команды. 8 мая 2010 года он дебютировал в Примере. Присутствие в заявках на финалы Лиги Европы и Суперкубка УЕФА, дало ему возможность выиграть эти турниры. Следующий сезон он провёл в запасе. Сезон 2011/12 Хоэль начинал основным вратарём после ухода Давида де Хеа в «Манчестер Юнайтед», но проиграл конкуренцию Тибо Куртуа. Зимой 2012 года вратарь на правах аренды перешёл в «Райо Вальекано», за который до конца сезона сыграл в 13 встречах Примеры.
Зимой 2013 года голкипер вновь отправился в аренду: на этот раз в клуб английской Премьер-лиги «Уиган Атлетик». 26 января он дебютировал в «Уигане» в матче Кубка Англии против клуба «Маклсфилд Таун» (1:0). В АПЛ футболист дебютировал 17 марта 2013 года в игре против «Ньюкасла», которая завершилась победой «Уигана» со счётом 2:1. Таким образом, он сумел выиграть борьбу у Али аль-Хабси за место в стартовом составе и стал основным голкипером «латикс» в весенней части АПЛ и Кубка Англии. 11 мая Роблес вышел в стартовом составе «Уигана» на финальный матч Кубка Англии, где сумел сохранить свои ворота в неприкосновенности, а его команда выиграла со счётом 1:0.
9 июля 2013 года Роблес перебрался в «Эвертон», который ранее возглавил испанский наставник Роберто Мартинес, знакомый с Хоэлем по работе в «Уигане». Вратарь подписал с мерсисайдской командой контракт на 5 лет. 26 декабря 2013 года футболист впервые сыграл за «Эвертон» в АПЛ, выйдя на замену на 24 минуте встречи против «Сандерленда» после удаления основного голкипера команды Тима Ховарда. Матч завершился поражением «Эвертона» со счётом 0:1, единственный гол Роблес пропустил с пенальти. В следующем туре Хоэль впервые вышел в стартовом составе «ирисок» в победном матче против «Саутгемптона» (2:1). Кроме того, в сезоне 2013/14 Хоэль сыграл в четырёх матчах Кубка Англии и двух матчах Кубка лиги.
В следующий раз в АПЛ на поле Роблес вышел 26 декабря 2014 года в перерыве поединка против «Сток Сити», заменив получившего травму Ховарда. Всего зимой 2014—2015 годов Роблес принял участие в семи матчах команды в АПЛ, в четырёх из которых он голов не пропускал. Тем не менее, после того как Ховард оправился от травмы он вновь сумел вытеснить испанца из основного состава «Эвертона».
Сезон 2015/16 вновь начинал как второй голкипер команды, но по ходу сезона смог вытеснить из состава Тима Ховарда, по итогам сезона покинувшего «Эвертон». Всего сыграл в том сезоне в 13 играх АПЛ.
В начале сезона 2016/17, вновь оказался на скамейке запасных, проиграв борьбу Мартену Стекеленбургу, однако по ходу турнира вновь отвоевал своё место в основе и сыграл за сезон в 20 играх Премьер-лиги, в десяти из которых не пропустил голов. В сезоне 2017/18 после перехода в «Эвертон» Джордана Пикфорда стал запасным вратарём команды. В июне 2018 года по истечении контракта покинул «Эвертона».
5 июля 2018 год было официально объявлено, что новым клубом испанца стал «Реал Бетис», с которым он подписал четырёхлетний контракт. В сезоне 2018/19 был основным вратарём команды в Кубке Испании и Лиге Европы, в то время как в чемпионате страны провёл только пять матчей, проиграв конкуренцию Пау Лопесу. В сезоне 2019/20 стал основным голкипером «Бетиса» после того как Лопес перешёл в «Рому». В сезоне 2019/20 у Роблеса появился новый конкурент за место в составе «Бетиса». Им стал перешедший из «Манчестер Сити» Клаудио Браво. В итоге Роблес сыграл в 18 матчах чемпионата. Перед началом сезона 2021/22 в клубе появился ещё один вратарь — Руй Силва, перешедший из «Гранады». В результате Роблес проиграл конкуренцию, став фактически третьим вратарём команды, и за сезон сыграл только в трёх матчах победного для клуба из Севильи Кубка Испании.
После того как контракт Роблеса с «Бетисом» подошёл к концу он вернулся в Англию и подписал контракт на один год с клубом «Лидс Юнайтед». Долгое время оставался запасных голкипером команды, проигрывая конкуренцию Иллану Мелье, однако после назначения главным тренером команды Сэма Эллардайса смог завоевать место в основе на четыре заключительных матча сезона, в которых пропустил 11 голов. По итогам сезона клуб Роблеса занял 19 место и вылетел из Премьер-лиги.

## Карьера в сборной
Хоэль Роблес выступал за юношескую сборную Испании до 17 лет, а также за молодёжную сборную страны. В 2013 году в составе молодёжной команды стал чемпионом Европы в этой возрастной категории.

## Статистика выступлений

### Клубная
| Выступление      | Выступление      | Выступление      | Лига | Лига | Кубок | Кубок | Кубок лиги | Кубок лиги | Еврокубки | Еврокубки | Итого | Итого |
| Клуб             | Лига             | Сезон            | Игры | Голы | Игры  | Голы  | Игры       | Голы       | Игры      | Голы      | Игры  | Голы  |
| ---------------- | ---------------- | ---------------- | ---- | ---- | ----- | ----- | ---------- | ---------- | --------- | --------- | ----- | ----- |
| Атлетико Мадрид  | Примера          | 2009/10          | 2    | −4   | 0     | 0     | 0          | 0          | 0         | 0         | 2     | -4    |
| Атлетико Мадрид  | Примера          | 2010/11          | 0    | 0    | 1     | −1    | 0          | 0          | 1         | 0         | 2     | -1    |
| Атлетико Мадрид  | Примера          | 2011/12          | 0    | 0    | 0     | 0     | 0          | 0          | 3         | −1        | 3     | -1    |
| Атлетико Мадрид  | Примера          | 2012/13          | 0    | 0    | 0     | 0     | 0          | 0          | 0         | 0         | 0     | 0     |
| Атлетико Мадрид  | Итого            | Итого            | 2    | −4   | 1     | −1    | 0          | 0          | 4         | −1        | 7     | -6    |
| → Райо Вальекано | Примера          | 2011/12          | 13   | −28  | 0     | 0     | 0          | 0          | 0         | 0         | 13    | -28   |
| → Райо Вальекано | Итого            | Итого            | 13   | −28  | 0     | 0     | 0          | 0          | 0         | 0         | 13    | -28   |
| → Уиган Атлетик  | Премьер-лига     | 2012/13          | 9    | −16  | 4     | −1    | 0          | 0          | 0         | 0         | 13    | -17   |
| → Уиган Атлетик  | Итого            | Итого            | 9    | −16  | 4     | −1    | 0          | 0          | 0         | 0         | 13    | -17   |
| Эвертон          | Премьер-лига     | 2013/14          | 2    | −2   | 4     | −5    | 2          | −3         | 0         | 0         | 8     | -10   |
| Эвертон          | Премьер-лига     | 2014/15          | 7    | −6   | 2     | −3    | 0          | 0          | 1         | −1        | 10    | -10   |
| Эвертон          | Премьер-лига     | 2015/16          | 13   | −20  | 5     | −2    | 6          | −9         | 0         | 0         | 24    | -31   |
| Эвертон          | Премьер-лига     | 2016/17          | 20   | −20  | 1     | −2    | 0          | 0          | 0         | 0         | 21    | -22   |
| Эвертон          | Премьер-лига     | 2017/18          | 0    | 0    | 0     | 0     | 0          | 0          | 2         | −5        | 2     | -5    |
| Эвертон          | Итого            | Итого            | 42   | −48  | 12    | −12   | 8          | −12        | 3         | −6        | 65    | -78   |
| Реал Бетис       | Примера          | 2018/19          | 5    | −5   | 8     | −7    | 0          | 0          | 6         | −6        | 19    | -18   |
| Реал Бетис       | Примера          | 2019/20          | 33   | −48  | 1     | 0     | 0          | 0          | 0         | 0         | 34    | -48   |
| Реал Бетис       | Примера          | 2020/21          | 18   | −25  | 4     | −3    | 0          | 0          | 0         | 0         | 22    | -28   |
| Реал Бетис       | Примера          | 2021/22          | 0    | 0    | 3     | −2    | 0          | 0          | 0         | 0         | 3     | -2    |
| Реал Бетис       | Итого            | Итого            | 56   | −78  | 16    | −12   | 0          | 0          | 6         | −6        | 78    | -96   |
| Лидс Юнайтед     | Премьер-лига     | 2022/23          | 4    | −11  | 1     | −2    | 1          | −1         | 0         | 0         | 6     | -14   |
| Лидс Юнайтед     | Итого            | Итого            | 4    | −11  | 1     | −2    | 1          | −1         | 0         | 0         | 6     | -14   |
| Аль-Кадисия      | Первый дивизион  | 2023/24          | 33   | −29  | 1     | −2    | 0          | 0          | 0         | 0         | 34    | -31   |
| Аль-Кадисия      | Итого            | Итого            | 33   | −29  | 1     | −2    | 0          | 0          | 0         | 0         | 34    | -31   |
| Эшторил-Прая     | Примейра-лига    | 2024/25          | 29   | −46  | 0     | 0     | 0          | 0          | 0         | 0         | 29    | -46   |
| Эшторил-Прая     | Итого            | Итого            | 29   | −46  | 0     | 0     | 0          | 0          | 0         | 0         | 29    | -46   |
| Всего за карьеру | Всего за карьеру | Всего за карьеру | 188  | −260 | 35    | −30   | 9          | −14        | 13        | −13       | 245   | -317  |

## Достижения

### Командные
«Атлетико Мадрид»
- Победитель Лиги Европы (2): 2009/10, 2011/12
- Обладатель Суперкубка УЕФА: 2010
- Финалист Кубка Испании: 2009/10

«Уиган Атлетик»
- Обладатель Кубка Англии: 2012/13

«Реал Бетис»
- Обладатель Кубка Испании: 2021/22

«Аль-Кадисия»
- Победитель Первого дивизиона Саудовской Аравии: 2023/24

Сборная Испании (до 21)
- Чемпион Европы (до 21): 2013